# Martwe drewno w lesie

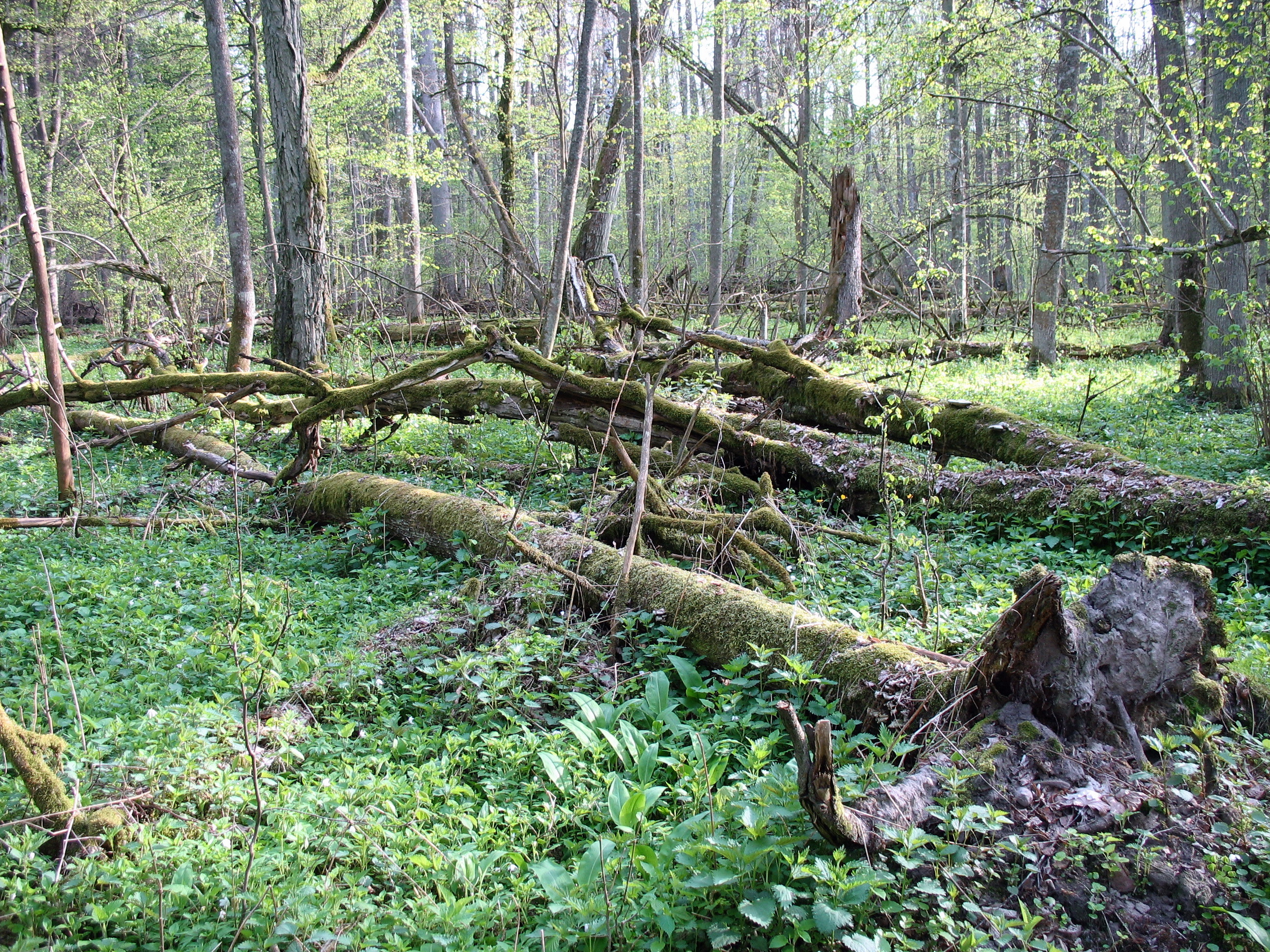
Białowieski Park Narodowy, obszar ochrony ścisłej

Martwe drewno – obumarłe drzewa i ich części oraz martwe części żywych drzew.
Martwe drewno jest źródłem materii i energii saproksylicznej sieci pokarmowej, bierze udział w krążeniu materii, jest środowiskiem życia wielu gatunków organizmów, zwłaszcza saprotroficznych grzybów i saproksylicznych owadów, również na przykład mszaków i gniazdujących w dziuplach ptaków, odgrywa rolę w odnowieniu lasu jako kłody „piastunki”, w retencji wód powierzchniowych i ekosystemach strumieni, ochronie zboczy gór, naturalnych pożarach lasów borealnych.
Zawarte w drewnie substancje odżywcze wracają powoli do obiegu dzięki działalności reducentów (saprotroficznych grzybów, bakterii), saproksylicznych bezkręgowców i powiązanych z nimi zależnościami pokarmowymi innych organizmów.
Wiele organizmów związanych z martwym drewnem to gatunki rzadkie (a nawet ginące) i chronione. Jest to związane z traktowaniem martwego drewna w lasach gospodarczych jako elementu szkodliwego, chociaż podejście to w ostatnich latach uległo pewnemu złagodzeniu.

## Formy martwego drewna

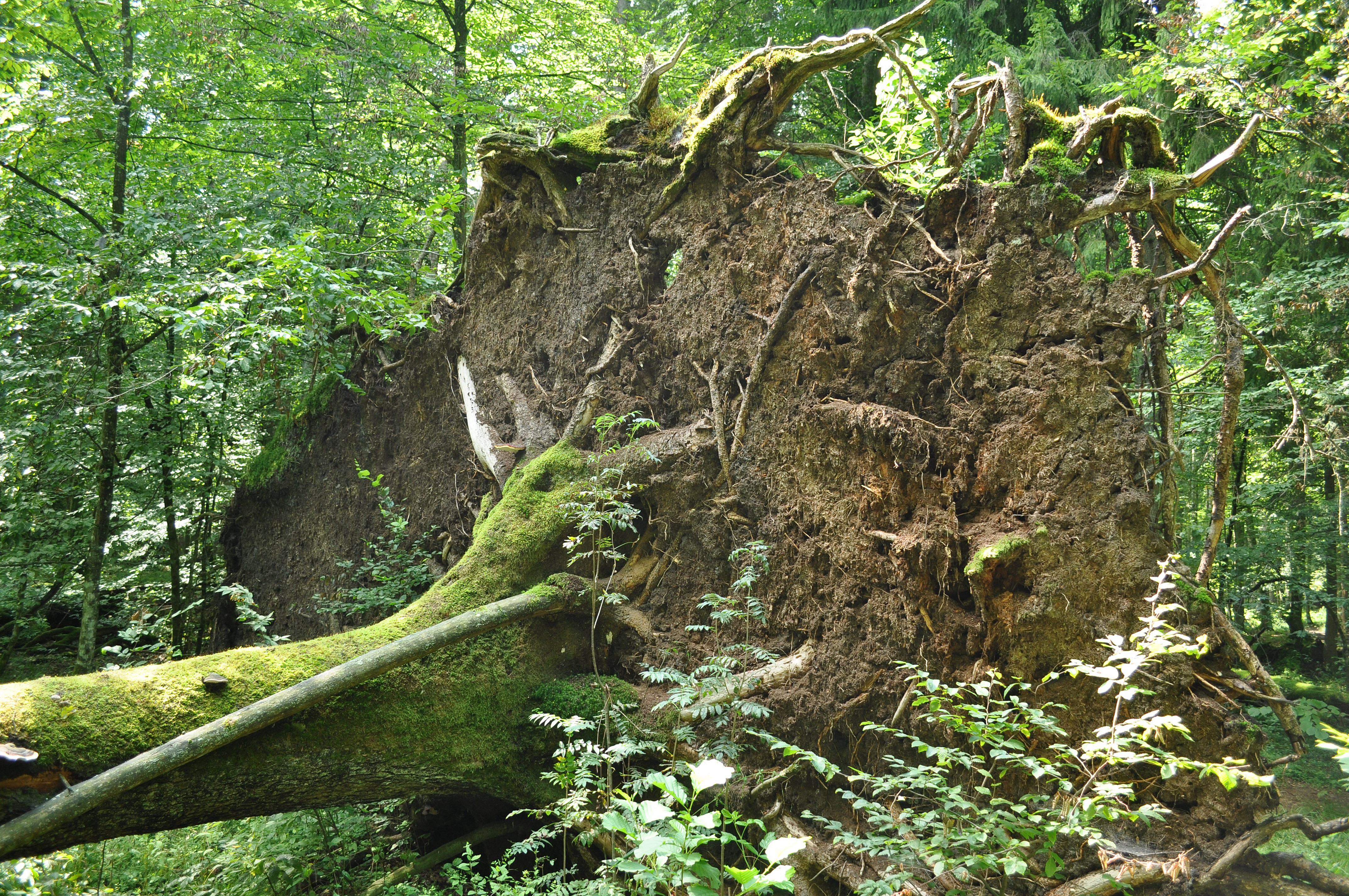
Wykrot, Białowieski Park Narodowy

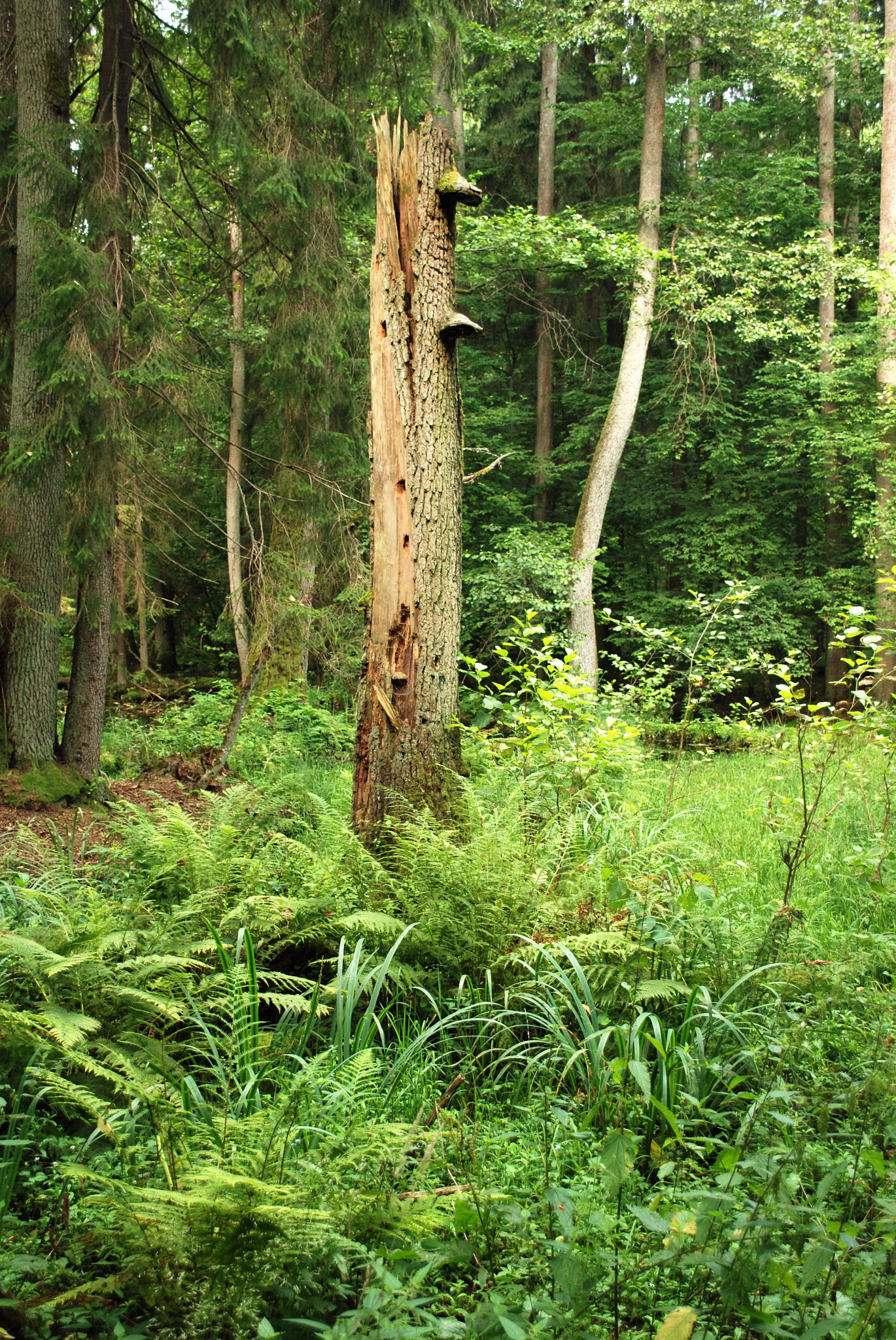
Obszar ochrony ścisłej Białowieskiego Parku Narodowego – złom jako środowisko życia.

Martwe drewno to zamarłe i obumierające drzewa (leżące lub stojące) i ich części oraz martwe części żywych drzew. Wśród jego nazwanych form można wymienić:
- kłody[5] – leżące pnie drzew[1]
- leżanina – leżące martwe drewno[6]
- pniaki[1][5]
- wykroty[1][5] – definiowane często jako zagłębienia w ziemi wraz z wyrwanymi bryłami korzeniowymi przewróconych drzew[7][8][9],
- złomy – drzewa złamane[10][11] stojące[5][6][12][13], zwykle już martwe[1][5][6][13] (pnie lub pniaki[11])
- posusz[4][5] – martwe[6] lub zamierające drzewa[12][14] stojące[6]
- próchnowiska – murszejące fragmenty żywych drzew[1] np.
  - martwice boczne powstałe na skutek pożaru, niskich temperatur, silnego nasłonecznienia, uszkodzeń mechanicznych (np. przez zwierzynę)[1]
  - zagłębienia po uschniętych konarach[1]
  - obumierające wnętrze starych drzew[1]
  - próchniejące tkanki w dziuplach[1]

Formy wyróżnione na podstawie sposobu powstania:
- wiatrowały (wywroty[15]) i wiatrołomy – całe pnie z korzeniami przewrócone przez gwałtowne wiatry lub tylko złamane[1][15]. Pojęcie wiatrołomy jest też używane jako synonim wiatrowałów.
- śniegołomy – całe pnie lub konary i gałęzie złamane przez okiść śnieżną[1]

Powyższe listy nie są całkowitymi i rozłącznymi podziałami form martwego drewna, a tylko spisami często używanych terminów.
Pojęcie martwego drewna w znacznym stopniu pokrywa się z anglojęzycznym terminem coarse woody debris (CWD) używanym w odniesieniu do stojących i leżących pni drzew, kawałków drewna, dużych gałęzi, grubych korzeni. Typowa minimalna średnica CWD w zależności od literatury wynosi od 2,5 do 15 cm.

## Ilość martwego drewna w lesie
Według raportu końcowego wielkoobszarowej inwentaryzacji stanu lasów w Polsce za lata 2010–2014 miąższość drzew martwych stojących i leżących w przeliczeniu na jednostkę powierzchni jest znacznie wyższa w parkach narodowych niż pozostałych lasach, najniższa w lasach prywatnych:
| Kategoria własności                       | Miąższość | Miąższość | Zasobność [m³/ha] | Miąższość drzew martwych [m³/ha] | Miąższość drzew martwych [m³/ha] | Miąższość drzew martwych [m³/ha] | Miąższość drzew martwych [m³/ha] |
| Kategoria własności                       | [mln m³]  | %         | Zasobność [m³/ha] | stojących                        | leżących                         | łącznie                          | %                                |
| ----------------------------------------- | --------- | --------- | ----------------- | -------------------------------- | -------------------------------- | -------------------------------- | -------------------------------- |
| W zarządzie Lasów Państwowych             | 1950,0    | 79,0      | 275               | 3,0                              | 2,4                              | 5,5                              | 2,0                              |
| W zarządzie parków narodowych             | 64,6      | 2,6       | 349               | 17,7                             | 19,7                             | 37,4                             | 10,7                             |
| W Zasobie Własności Rolnej Skarbu Państwa | 8,4       | 0,3       | 276               | 4,3                              | 3,5                              | 7,7                              | 2,8                              |
| Inne Skarbu Państwa                       | 16,1      | 0,7       | 294               | 5,4                              | 2,6                              | 8,0                              | 2,7                              |
| Własność gmin                             | 27,2      | 1,1       | 323               | 3,3                              | 3,4                              | 6,8                              | 2,1                              |
| Lasy prywatne                             | 403,0     | 16,3      | 232               | 3,0                              | 1,3                              | 4,3                              | 1,9                              |
| Ogółem                                    | 2469,2    | 100,0     | 269               | 3,3                              | 2,6                              | 5,9                              | 2,2                              |

W Polsce miąższość stojących i leżących martwych drzew wynosi więc 5,9 m³/ha. Natomiast ilość zapewniająca warunki dla niezbędnej ilości destruentów, w zależności od typu lasu to od 50 do 200 m³/ha.
W Belgii średnio na jednym hektarze jest 9,1 m³ martwego drewna, we Francji 2,2 m³, w Szwecji 6,1m³, w Szwajcarii 12 m³.
Dla lasów naturalnych wartości te są znacznie wyższe od powyższych średnich krajowych. W europejskich lasach borealnych miąższość martwego drewna wynosi około 20 m³/ha, w lasach mieszanych nawet do 500–1000 m³/ha. W Ameryce Północnej odmiennie niż w Europie więcej martwego drewna znajduje się w lasach iglastych – dla niektórych ekosystemów z daglezją, choiną i mamutowcem w Oregonie i Kalifornii w USA dochodzi nawet aż do 1100–1400 m³/ha.
W Puszczy Białowieskiej charakteryzującej się wyjątkowo wysokim stopniem naturalności na jednym hektarze lasu jest 120 m³/ha leżącego martwego drewna, a wraz ze stojącymi martwymi drzewami i fragmentami pni 130–140 m³.

## Rola martwego drewna w lesie

### Źródło materii i energii saproksylicznej sieci pokarmowej
Łańcuch pokarmowy rozpoczynający się nie od roślin zielonych (producentów), ale od martwej materii organicznej (tutaj martwego drewna) zwany jest łańcuchem detrytusowym.
Martwe drewno jest źródłem materii i energii dla całej sieci troficznej, określanej terminem saproksyliczna sieć pokarmowa.
Materiał drzewny jest przekształcany w formy dostępne dla żyjących w nim organizmów, przede wszystkim przez grzyby.
Rozkładane przez nie drewno, jak i same grzyby oraz bakterie są pożywieniem detrytofagów (saprofagów), czyli wielu owadów oraz roztoczy. Wyłącznie grzybami odżywiają się mikofagi, są też gatunki grzybów pasożytujące na innych grzybach.
Martwymi zwierzętami z wymienionych wyżej grup odżywiają się z kolei nekrofagi (np. chrząszcze z rodzin skórnikowatych i pustoszowatych, muchówki z rodziny lwinkowatych), żywymi drapieżniki (wiele gatunków chrząszczy, muchówek, a nawet kręgowce i grzyby drapieżne) i pasożyty (w tym parazytoidy należące tutaj głównie do błonkówek).
Do szczytowych drapieżników w tej sieci pokarmowej zaliczane są dzięcioły.
Więcej przykładów znajduje się w sekcji Środowisko życia.

### Krążenie pierwiastków
Martwe drewno jest niesłychanie istotnym ogniwem procesu krążenia materii. Makro i mikroelementy zgromadzone w martwym drewnie wracają powoli do gleby. Drewno jest ubogie w pierwiastki inne niż węgiel, ale w czasie procesu dekompozycji martwe drewno jest wzbogacane w istotne odżywczo pierwiastki, które są transportowane z zewnątrz przez grzyby. Dzięki temu powstaje nisza pokarmowa, którą mogą wykorzystać ksylofagi. Pierwiastki są koncentrowane w odchodach ksylofagów, ułatwiając dekompozycję martwego drewna. W ten sposób biologicznie istotne pierwiastki są rozprowadzane w ekosystemie leśnym. Usuwanie martwego drewna z lasu zubaża więc bardzo znacząco środowisko.
Wiązanie nieprzyswajalnego dla roślin azotu atmosferycznego (oraz amoniaku w procesie nitryfikacji) przeprowadzają nie tylko bakterie występujące w grzybach żyjących w symbiozie (mikoryzie) z korzeniami żywych drzew. Azot atmosferyczny wiążą również bakterie występujące w martwym drewnie.

### Środowisko życia
Martwe drewno dla wielu grzybów, roślin i zwierząt leśnych jest środowiskiem życia. Najliczniejsze wśród nich są grzyby i owady. W przypadku kręgowców pełni ono co najmniej jedną z trzech funkcji:

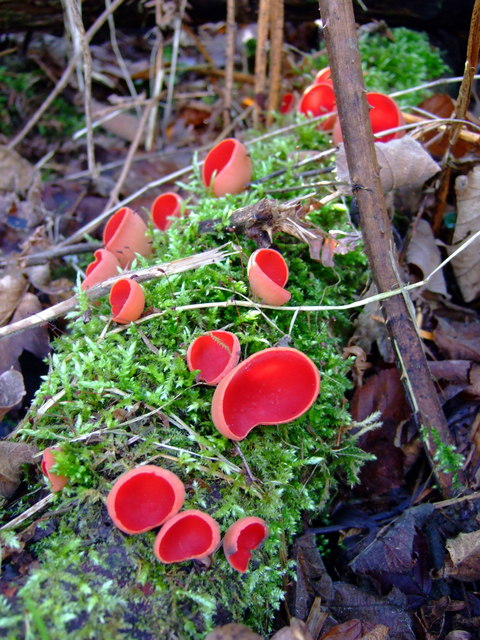
Czarka szkarłatna na leżącej butwiejącej gałęzi.

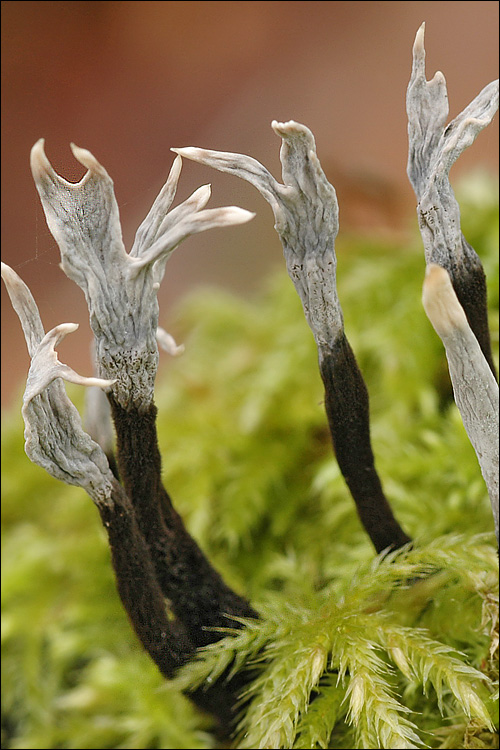
Próchnilec gałęzisty

- miejsca rozrodu
- bazy żerowej
- schronienia

#### Grzyby
Wiele grzybów żyje w symbiozie z korzeniami żywych drzew (mikoryzie), inne są organizmami saprotroficznymi rozkładającymi materię organiczną, przede wszystkim masę drzewną, dostarczając w ten sposób roślinom substancji odżywczych. Te drugie (zwłaszcza bezblaszkowce należące do podstawczaków) mają enzymy umożliwiające im rozkładanie celulozy i ligniny, budujących drewno związków organicznych niedostępnych dla większości innych organizmów. Niedobór azotu grzyby uzupełniają dzięki symbiozie z mikroorganizmami. Część gatunków saprotroficznych występuje na martwym drewnie.
Niektórzy autorzy stosują termin gatunek saproksyliczny nie tylko w odniesieniu do bezkręgowców, ale jakichkolwiek gatunków zależnych w jakiś sposób od rozkładającego się lub skaleczonego drewna, co obejmuje również m.in. grzyby.
Martwe drewno jest kolonizowane kolejno przez następujące grupy gatunków grzybów:
- pasożytnicze, mogące przejść na saprotroficzny tryb życia (tzw. pasożyty i saprotrofy fakultatywne, dla odróżnienia od obligatoryjnych), zasiedlające żywe jeszcze drzewa i krzewy, np. hubiak pospolity, szaroporka podpalana, lakownica spłaszczona
- saprotrofy wykorzystujące proste związki organiczne w świeżych wciąż tkankach[3], należące do workowców
- saprotrofy rozkładające celulozę i ligninę[3], zwłaszcza bezblaszkowce i pieczarkowce
- gatunki mogące rosnąć również w glebie, np. włośniczka tarczowata, goryczak żółciowy

Kolonizację przez grzyby ułatwiają mchy i wątrobowce, m.in. zatrzymując wodę.
Część gatunków grzybów jest związana z określonymi gatunkami drzew leśnych. Ponadto cechą wyróżniającą workowce jest rzadsze zasiedlanie drewna drzew iglastych.
Wśród rzadkich gatunków grzybów rosnących na martwym drewnie warto wymienić takie jak czarka szkarłatna czy soplówka gałęzista lub chroniony pniarek różowy.

#### Śluzowce
Większość śluzowców związana jest z martwym drewnem. Przykładem może być rulik nadrzewny.

#### Porosty
Większość porostów to epifity, ale znaczna ich część jest gatunkami epiksylicznymi, z których niektóre są ściśle związane z martwym drewnem, np. górski czasznik modrozielony lub chroniony granicznik tarczownicowy. Porosty są wykorzystywane jako bioindykatory do oceny stopnia zanieczyszczenia atmosfery oraz naturalności lasu i ciągłości procesów przyrodniczych. Większość gatunków z tej drugiej grupy występuje na martwym drewnie lub starych drzewach.

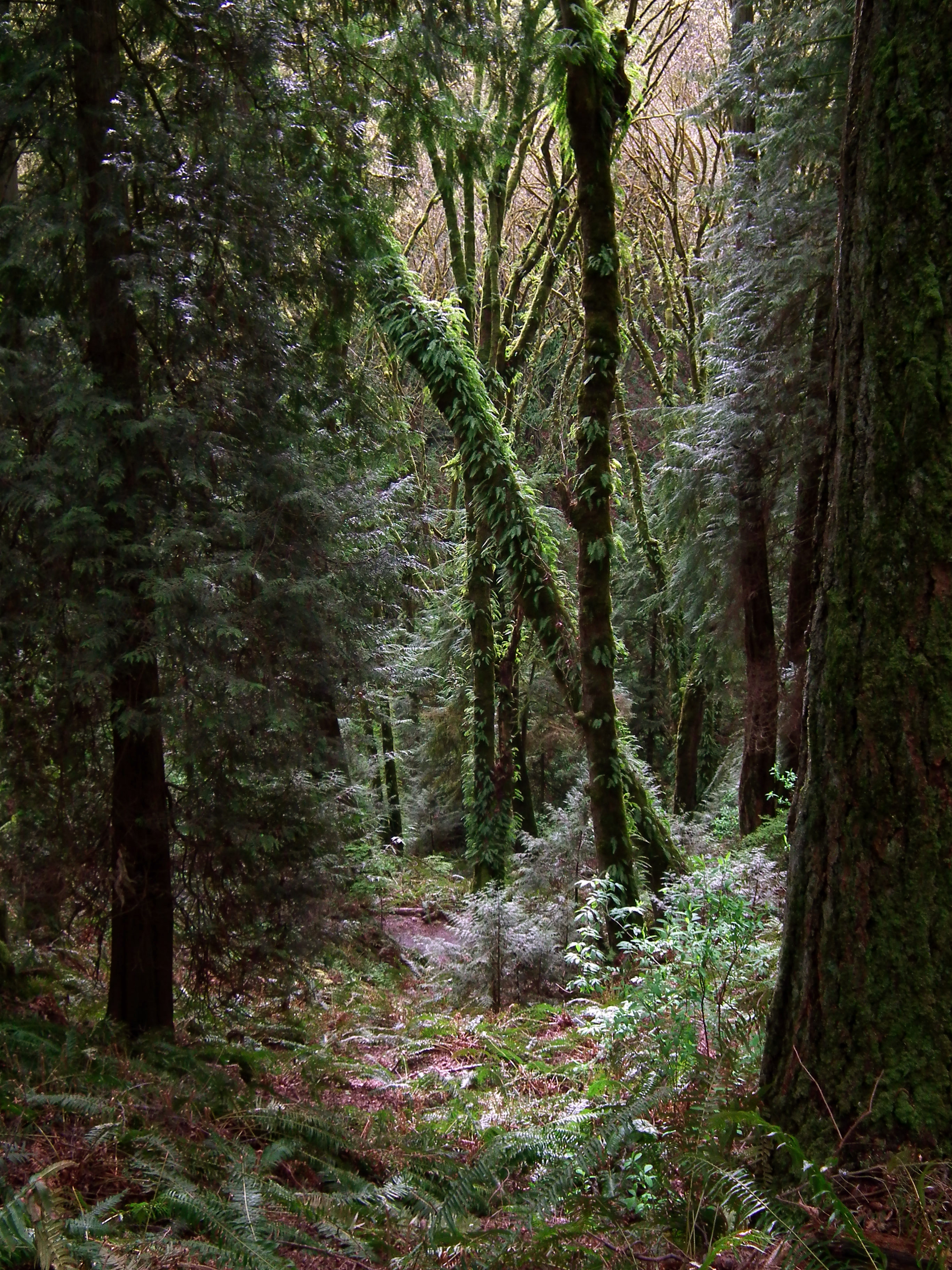
Epifityczna paproć Polypodium glycyrrhiza porastająca między innymi stojące pnie martwych drzew w Ameryce Północnej.

#### Rośliny i glony
Organizmy (zwłaszcza rośliny, ale też porosty, a nawet grzyby) rosnące na powierzchni martwych drzew (rozkładającego się drewna, kory, a nawet humusu) określane są terminem epiksylity.
Wśród leśnych roślin naczyniowych pewna grupa występuje na martwym drewnie, jak chociażby szczawik zajęczy, bluszczyk kurdybanek, niecierpek pospolity czy paprotka zwyczajna, są to jednak gatunki rosnące na martwym drewnie tylko okazyjnie, nie ma wśród nich zasiedlających wyłącznie to środowisko.
Do najpospolitszych mszaków tworzących zbiorowiska i skupienia na martwym drewnie należą np. wątrobowiec płozik różnolistny oraz mchy georgia jasna i łuskowiec Seligera. W przeciwieństwie do roślin naczyniowych wiele mszaków występuje wyłącznie na takim siedlisku, oprócz nich rosną też gatunki epifityczne oraz naziemne. Skład flory mszaków zależy od stadium rozkładu drewna.
Glony zasiedlają powierzchnię drzew, również martwych oraz dziuple zawierające wodę deszczową.

#### Bezkręgowce
Bardzo liczne bezkręgowce związane z martwym drewnem, czyli saproksyliczne można podzielić na:
- saproksylobionty – bezwzględnie wymagające martwego drewna
- saproksylofile – lubiące martwe drewno

W Polsce należą one głównie do następujących grup systematycznych:
- nicienie[3] związane nie tylko z martwym drewnem, ale też występującymi w nim innymi organizmami[1]
- dżdżownice żyjące po korą i w mocno rozłożonym drewnie[1]
- stawonogi
  - pajęczaki
    - roztocze odżywiające się drewnem[1][3]
    - zaleszczotki[1][3], na przykład związane z dziuplastymi drzewami występujący w dębach Larca lata i zasiedlający różne gatunki drzew Allochernes wideri. Larca lata jest w Europie gatunkiem rzadkim i prawdopodobnie narażonym na wyginięcie[30].
    - pająki, np. żyjące pod korą[1]

  - dwuparce, w większości detrytusożerne, na przykład krocionogi. Niektóre krocionogowate odżywiają się drewnem opanowanym przez grzyby. Te same gatunki oraz strzępnica również glonami występującymi na korze, Blaniulus jest wszystkożerny[31].

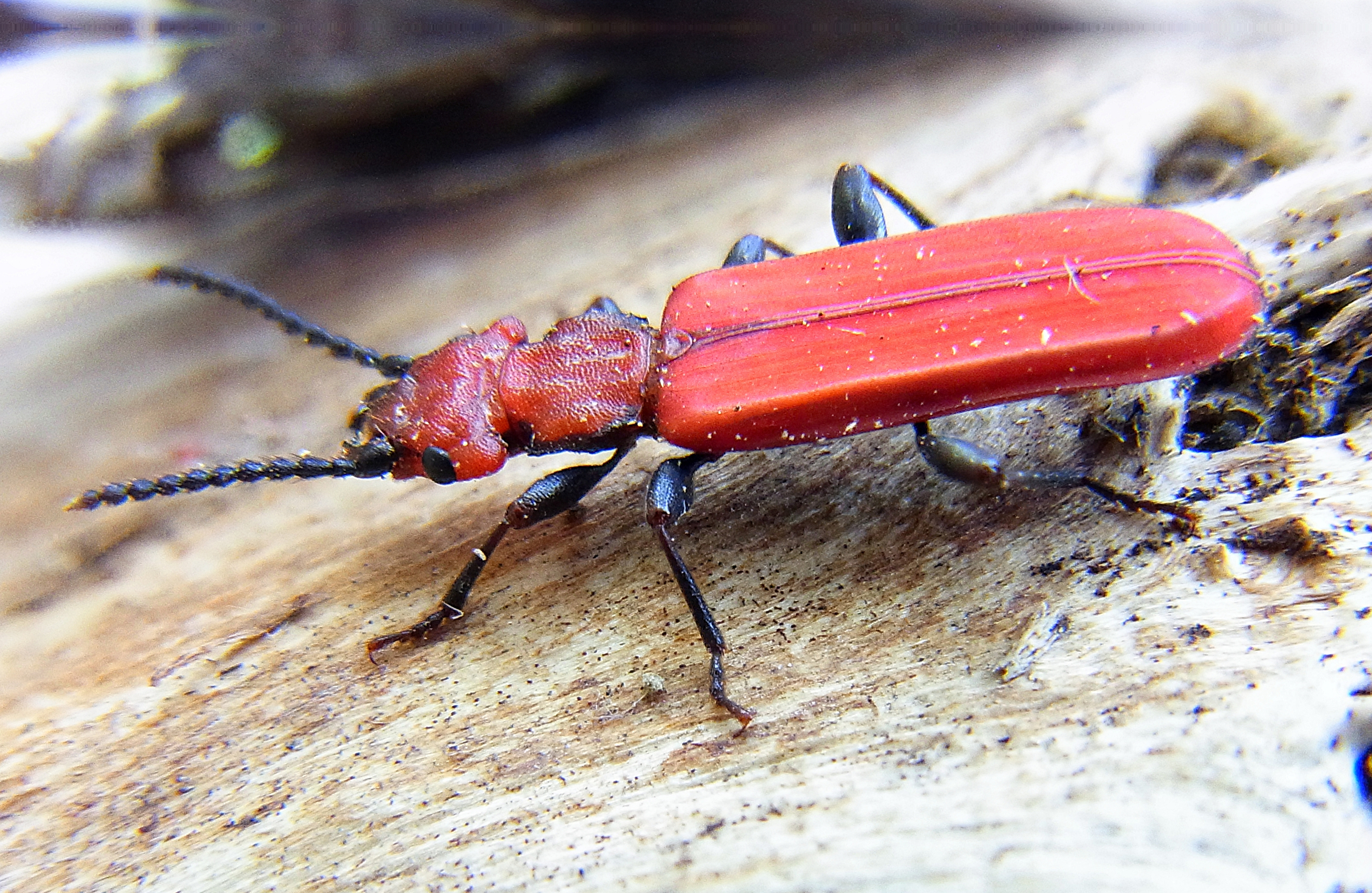
Żyjący pod korą płaski chrząszcz zgniotek cynobrowy (gatunek chroniony).

  - owady[1][3]Żyjący pod korą płaski chrząszcz zgniotek cynobrowy (gatunek chroniony[32]).

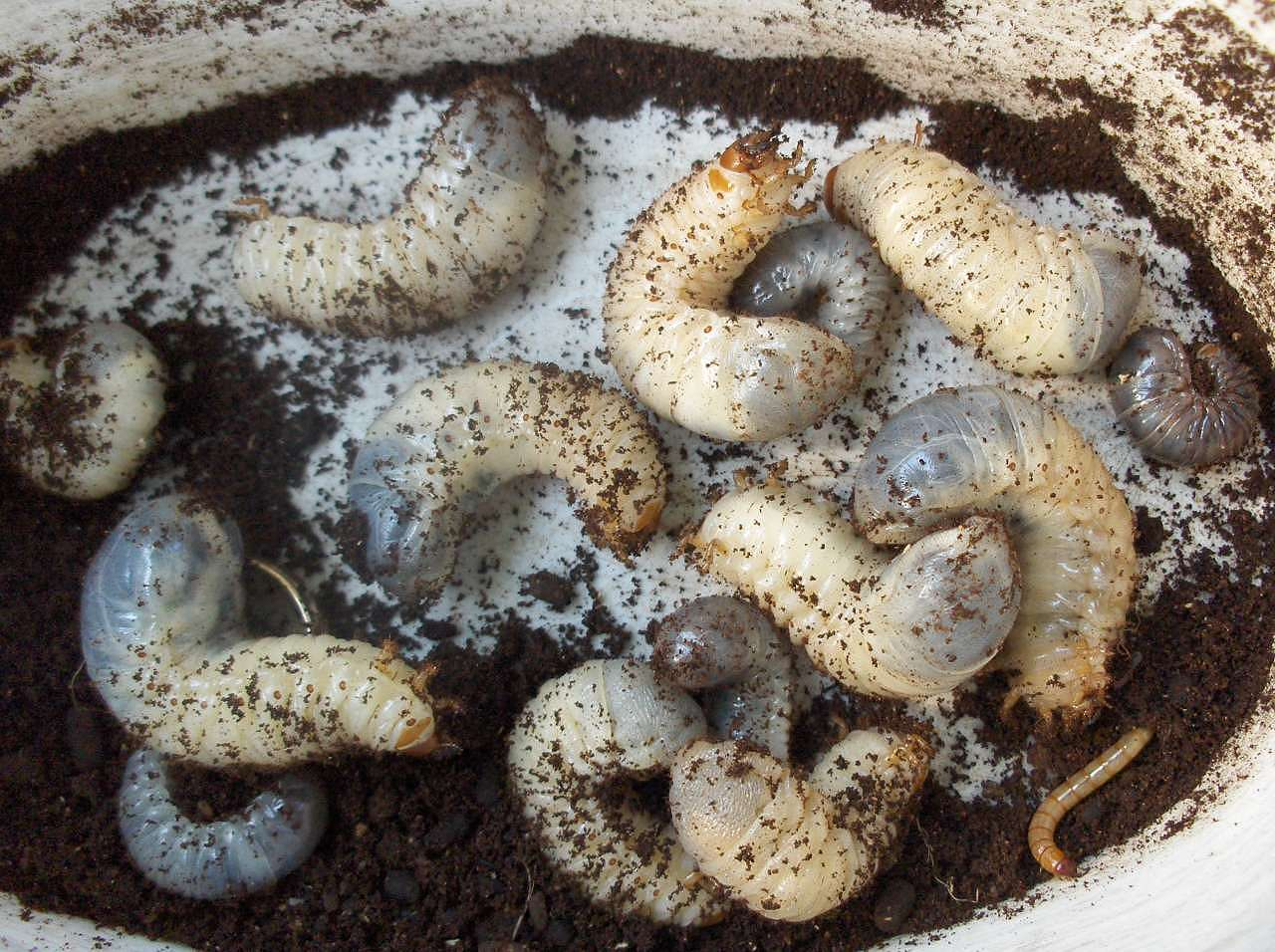
Zasiedlające w dziuple (próchnowiska) larwy chronionego chrząszcza pachnicy dębowej.

Owady saproksyliczne to najbardziej typowa dla lasu grupa owadów. Są one związane bezpośrednio z martwym drewnem lub też występującymi w nim grzybami albo innymi owadami. Największą liczbą gatunków saproksylicznych owadów (i nie tylko) charakteryzują się lasy naturalne, na przykład w Puszczy Białowieskiej. Do najliczniejszych należą chrząszcze. Wiele owadów saproksylicznych jest rzadkich i zagrożonych wyginięciem, uzależnionych od obecności odpowiedniej ilości martwego drewna.
Owady saproksyliczne są powiązane całą siecią zależności z innymi organizmami zasiedlającymi las. Na przykład są one pożywieniem dla ptaków i innych zwierząt, środowiskiem życia pasożytniczych i symbiotycznych nicieni, pierwotniaków, grzybów, bakterii, uczestnicząc w rozkładzie drewna ułatwiają wykuwanie dziupli ptakom.
Owady saproksyliczne podobnie jak pozostałe bezkręgowce z tej grupy są ważnym czynnikiem utrzymującym równowagę (homeostazę) ekologiczną, zwłaszcza dzięki rozdrabnianiu i mineralizacji drewna przy współudziale saprofitycznych mikroorganizmów, głównie grzybów, często przez nie też roznoszonych. W Europie największy udział w przeprowadzaniu tego procesu odgrywają kózkowate, w rejonach tropikalnych termity.
Wśród chronionych gatunków chrząszczy związanych z martwym drewnem warto wymienić takie jak wykazywane w Polsce jedynie z Puszczy Białowieskiej zagrożony bogatek wspaniały, rozmiazg kolweński, konarek tajgowy oraz pilnicznik fiołkowy (również rezerwat „Bielinek” nad Odrą, w obydwu miejscach od lat nie potwierdzony), rzadkie zagłębek bruzdkowany i ponurek Schneidera, pachnica dębowa, zgniotek cynobrowy.
- mięczaki

W Puszczy Białowieskiej najwięcej gatunków bezkręgowców saproksylicznych związana jest z drzewami liściastymi, szczególnie dębami.

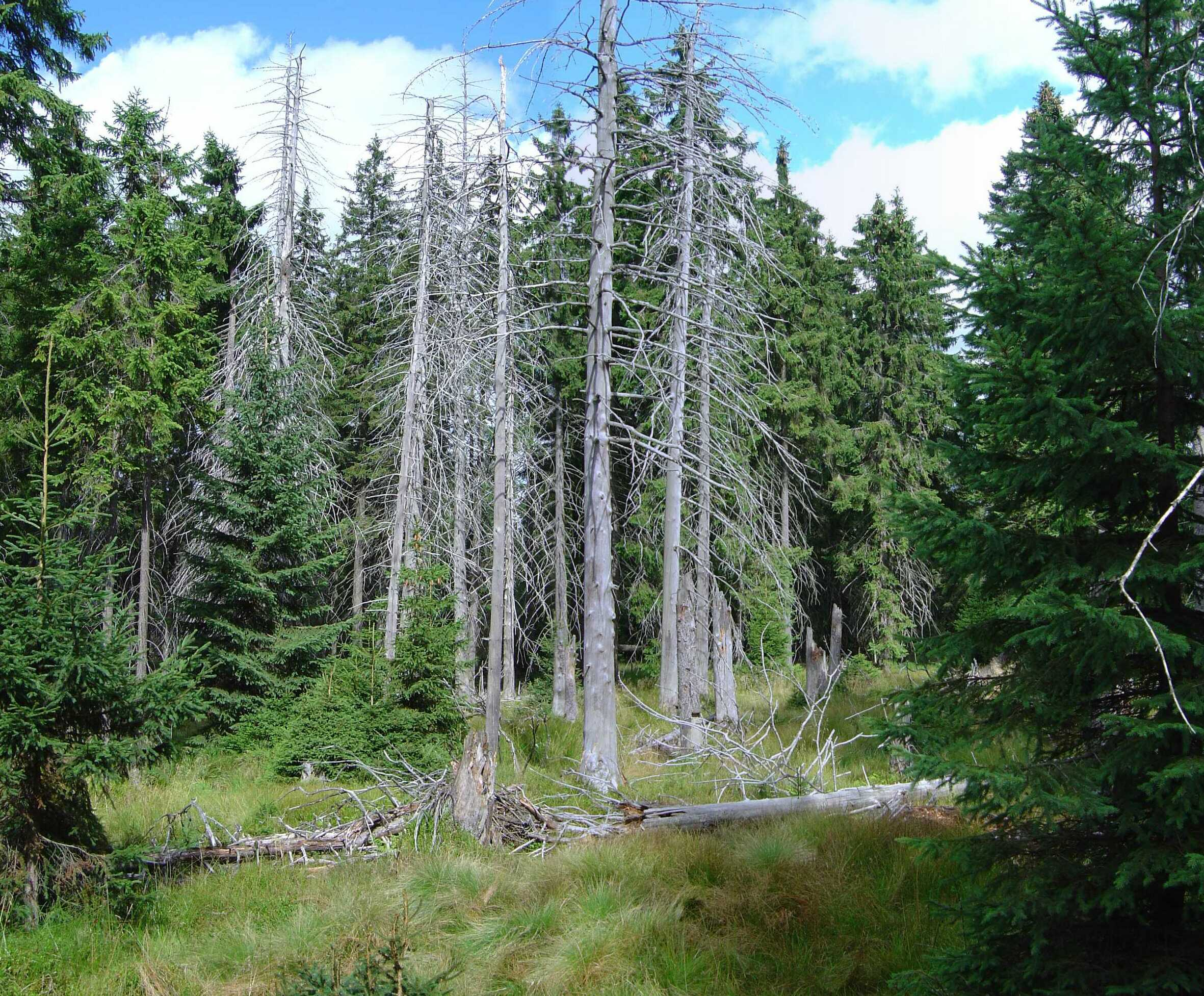
Efekt działania kornika – posusz świerkowy i ważna dla ekosystemów leśnych luka w drzewostanie.

##### Kornik drukarz
Kornik drukarz to jeden z najważniejszych kambiofagów świerka. W lasach gospodarczych jest traktowany jako szkodnik i zwalczany. Zgodnie z instrukcją ochrony lasu m.in. drzewa zasiedlone [przez kornika] powinny być ścięte, okorowane lub wywiezione z lasu poza strefę zagrożenia w ciągu 2-3 tygodni od wgryzienia się pierwszych chrząszczy korników do kory. W lesie naturalnym pojęcie szkodnika jest jednak pozbawione sensu, kornik jest naturalnym i potrzebnym elementem ekosystemu, ponieważ m.in.
- dzięki gradacjom i eliminacji osłabionych świerków utrzymuje mozaikową strukturę lasu poprzez tworzenie otwartych, nasłonecznionych miejsc wymaganych przez gatunki światłolubne
- zapewnia środowisko życia i bazę żerową dla innych gatunków saproksylicznych żyjących pod korą i w drewnie, w tym zagrożonych i ginących
- jest pożywieniem wielu gatunków ptaków (zwłaszcza dzięciołów), drapieżnych owadów i pajęczaków. Korniki (w tym kornik drukarz) są podstawowym składnikiem pokarmu rzadkiego i bardzo wyspecjalizowanego dzięcioła trójpalczastego[41].
- jego organizm jest środowiskiem życia dla pierwotniaków, nicieni, roztoczy, owadów.

Ponadto przy okazji zwalczania kornika są również niszczone inne owady w różnych stadiach rozwoju.

#### Ptaki

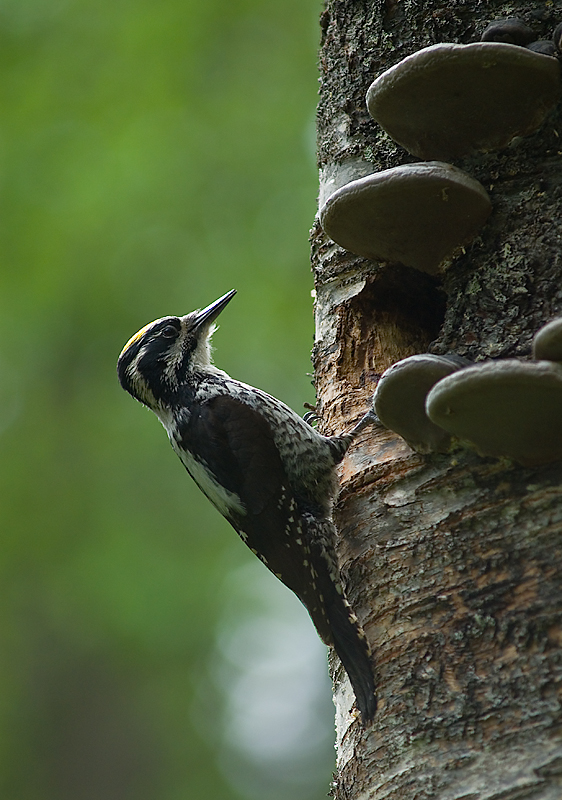
Dzięcioł trójpalczasty gnieździ się w dziuplach martwych świerków oraz odżywia kornikiem występującym w starych i obumierających świerkach.

Liczne gatunki ptaków jak dzięcioły, sowy, muchołówki czy sikory wykorzystują martwe i dziuplaste drzewa jako miejsca gniazdowania, schronienia i żerowania, część związana jest z wykrotami. Przetrwanie wielu rzadkich, chronionych gatunków jest ściśle związane z występowaniem martwych drzew, np. dzięciołów białogrzbietego i trójpalczastego, muchołówek białoszyjej i małej, sóweczki i włochatki, kraski, gołębia siniaka. Wśród ptaków związanych z martwym drewnem należy wymienić przede wszystkim:
- dziuplaki pierwotne (same wykuwające dziuple, głównie dzięcioły)[1].

W Puszczy Białowieskiej bogatej w martwe drzewa dzięcioł trójpalczasty oraz dzięciołek wykuwają dziuple prawie wyłącznie w martwym drewnie, pierwszy głównie w świerkach, ponad połowa dziupli dzięciołów białogrzbietego i średniego znajduje się w martwych pniach, większość pozostałych białogrzbietego w martwych konarach żywych drzew. Najpospolitszy krajowy dzięcioł duży 35% dziupli w Puszczy Białowieskiej również wykuwa w martwych pniach. Dzięcioł średni w przeciwieństwie do dużego ze względu na budowę anatomiczną wykuwa dziuple jedynie w miękkim martwym drewnie starych drzew liściastych, zainfekowanych przez grzyby, podziurawionych dziuplami.
Martwe drewno lub martwe części żywych drzew są również miejscem żerowania dzięciołów, dla większości gatunków głównym, dla trójpalczastego i białogrzbietego niemal jedynym. Podstawowym składnikiem pożywienia dzięcioła trójpalczastego są żyjące w starych i obumierających świerkach korniki, których zjada 670 000 rocznie. Pożywienie dzięcioła białogrzbietego stanowią głównie larwy chrząszczy żyjące w rozkładającym się drewnie drzew liściastych, wiosną dodatkowo zbiera z liści drzew gąsienice. Jest on również jedynym naszym dzięciołem, który karmi pisklęta larwami owadów żyjących w butwiejącym drewnie.
Suche martwe drzewa dobrze nadają się też do ważnego w zachowaniu godowym dzięciołów bębnienia.
Stwierdzono również, że liczba gatunków ptaków leśnych jest wprost proporcjonalna do liczby dzięciołów.
Dzięcioły wyraźnie preferują lasy z dużą ilością martwych drzew – zarówno w Europie, jak i Ameryce Północnej. Na przykład w znacznym stopniu naturalną Puszczę Białowieską zamieszkuje 15–40% populacji krajowej dzięcioła białogrzbietego, ponad 10% dzięcioła trójpalczastego i powyżej 7% dzięcioła średniego.
- dziuplaki wtórne (wykorzystujące gotowe dziuple wykute przez dzięcioły lub powstałe w inny sposób)[1].

Należą tu głównie kowaliki, muchołówki, sikory, szpaki, siniak. Kowalik i sikora czarnołówka potrafią same wykuwać lub poprawiać dziuple, ale tylko w miękkim drewnie. W martwych pniach znajduje się niemal połowa dziupli zajmowanych przez muchołówki żałobną i białoszyją, znaczna część dziupli szpaków oraz sikor modrej i ubogiej. Powyżej 50% krajowej populacji muchołówki białoszyjej zamieszkuje Puszczę Białowieską.
Dziuple zasiedla również część sów. Typowymi gatunkami są puszczyk, sóweczka i włochatka. Aż 15% krajowej populacji sóweczki zamieszkuje pełną martwych i dziuplastych drzew Puszczę Białowieską. Wykorzystuje ona dziuple nie tylko jako miejsce złożenia jaj, ale również noclegownie, schronienia i spiżarnie.
Opuszczone dziuple są zajmowane przez rzadką kraskę i na przykład pójdźkę.
Niektóre gatunki ptaków normalnie budujących gniazda otwarte, w warunkach wyjątkowo dużej dostępności dziupli mogą zakładać je w dziuplach. Tak czasem robią kos, rudzik i płochacz pokrzywnica w Puszczy Białowieskiej.
- gatunki związane z wykrotami.

W zabagnionej Puszczy Białowieskiej ponad 80% strzyżyków buduje gniazda wśród korzeni przewróconych drzew. Są one również ważnym miejscem lęgowym muchołówek szarej i małej, pokrzywnicy, rudzika i drozdów.

#### Ssaki
Z martwym drewnem najbardziej związane są nietoperze, ryjówki, gryzonie i małe drapieżniki. Jest ono dla nich miejscem schronienia i żerowania.
- ryjówki

Wykorzystują one leżące pnie jako schronienie oraz bazę pokarmową w postaci licznych bezkręgowców.
- gryzonie

Nornice rude i darniówki chętnie kopią nory pod leżącymi pniami. Korytarze przebiegają też czasem w ich wnętrzu, używanym ponadto jako spiżarnie do przechowywania nasion drzew.
Wiewiórki oraz pilchy (popielica, koszatka leśna i orzesznica) korzystają z dziupli jako miejsc schronienia i rozrodu oraz magazyny. Pilchy i smużka mogą zimować w spróchniałych pniach.
- nietoperze

Część gatunków wykorzystuje dziuple jako kryjówki letnie, sporadycznie jako zimowe, często w drzewach starych lub obumierających. Tak jest na ogół na przykład w przypadku borowiaczka.
- małe drapieżniki

Dla kuny leśnej dziuple są miejscami odpoczynku i rozrodu, jenot może wykorzystywać wnętrze leżących wypróchniałych pni jako legowisko. W USA kuna musi mieć pozostawione co najmniej 18 m³ martwego drewna w przeliczeniu na hektar lasu, w dodatku o odpowiednich parametrach.
Małe ssaki używają leżących pni jako mostów nad ciekami wodnymi.
Nietoperze, pilchy i małe drapieżniki często zajmują budki zawieszane przez ludzi. Dostępności starych dziuplastych drzew może mieć wpływ na ich liczebność.

#### Płazy i gady
Ulubionym środowiskiem salamandry plamistej jest gnijące wilgotne drewno, żółwie błotne i jaszczurki często wygrzewają się na martwych pniach. W Ameryce Północnej niektóre gatunki drapieżnych salmander (Batrachoseps wrighti, Ensatina eschscholtzii i Aneides ferreus) składają jaja w kłodach przybrzeżnych lasów iglastych Oregonu.

#### Ryby
Tropikalne słodkowodne ryby sumokształtne z rodziny zbrojnikowatych należące do rodzaju Panaque i do grupy Hypostomus cochliodon (dawniej Cochliodon ssp.) są wyspecjalizowane w odżywianiu się w znacznym stopniu drewnem.

### Kłody „piastunki” i rola w odnowieniu lasu

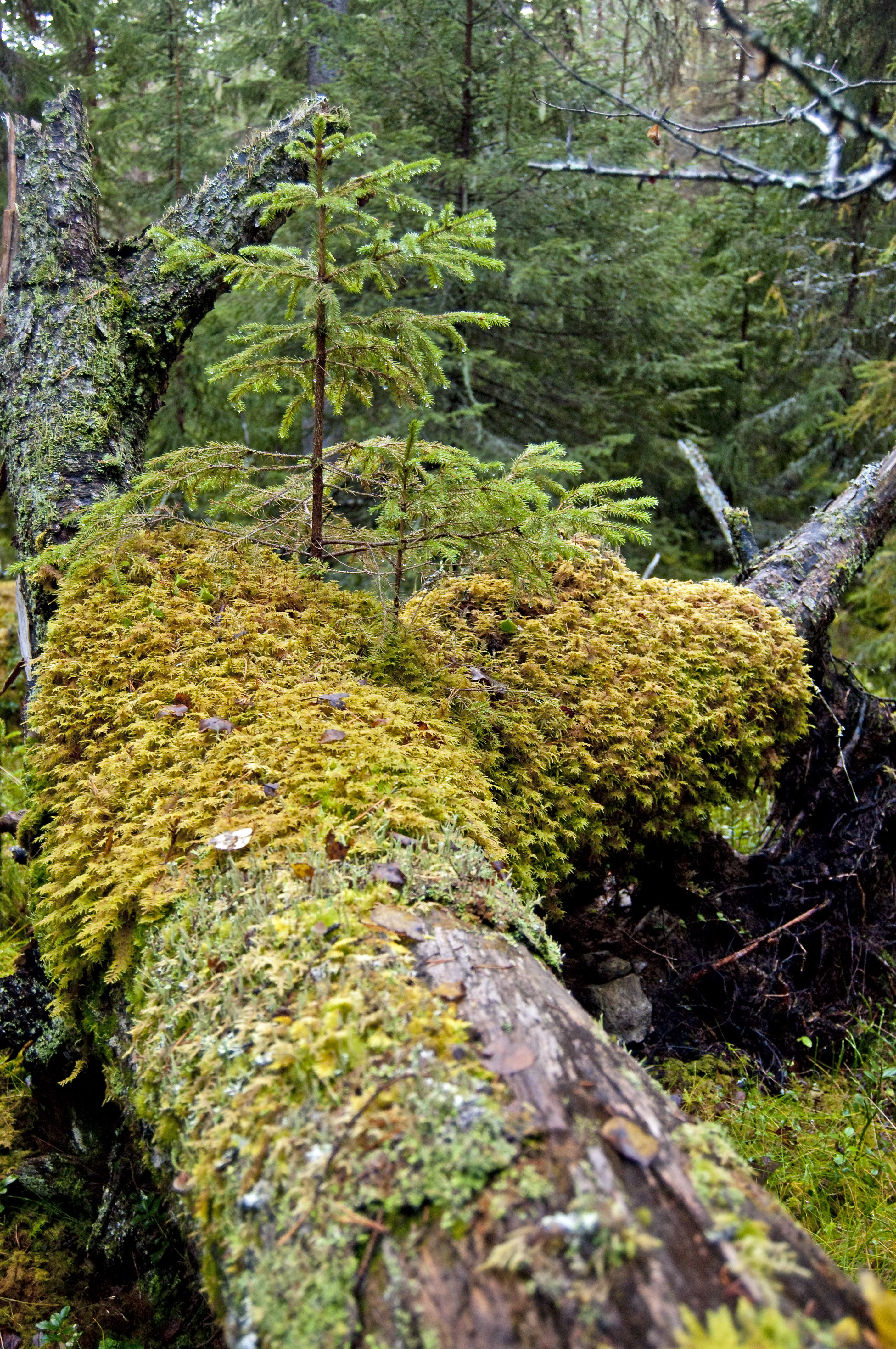
Młode świerki na kłodzie piastunce

W lasach w których drzewa stale lub okresowo stoją w wodzie (olsy, łęgi), młode drzewka mogą wyrosnąć jedynie w miejscach położonych powyżej poziomu wody. Bardzo często są to kłody martwych drzew, tak zwane „piastunki”. Z kolei w lasach świerkowych lub z udziałem świerka na butwiejących pniakach często wyrastają młode świerki. W tym drugim przypadku chodzi o uwolnienie od konkurencji ze strony roślinności zielnej i krzewinek oraz dostęp do wody i grzybów mikoryzowych. W umieszczaniu nasion drzew w martwym drewnie ważny udział mają chomikujące je ptaki, na przykład kowalik.
Leżące pnie drzew ochraniają też rosnące pomiędzy nimi młode drzewka (podrost) przed uszkodzeniem przez jelenie i inne ssaki roślinożerne.

### Retencja wód powierzchniowych i urozmaicanie ekosystemów strumieni
Leżące martwe drewno odgrywa ważną rolę w zatrzymywaniu spływających wód powierzchniowych w lesie. Ma to szczególne znaczenie podczas wiosennych roztopów.
W ekosystemach strumieni martwe drewno zatrzymuje materię organiczną i nieorganiczną, tworzy miejsca żerowania dla bezkręgowców, służy jako środowisko życia bezkręgowców i ryb. Jest to związane głównie z urozmaiceniem geomorfologii dna strumienia lub rzeczki, różnicującego szybkość przepływu wody.
W Stanach Zjednoczonych w przeszłości martwe drewno było uważane za barierę utrudniającą wędrówkę ryb łososiowatych na tarło oraz czynnik obniżający zawartość tlenu w wodzie i usuwane. Okazało się jednak, że wywiera to negatywny wpływ na środowisko życia ryb, a na przykład liczebność malmy w pewnym strumieniu na Alasce spadła po usunięciu drewna aż do 20% początkowego stanu. Z kolei obniżanie zawartości tlenu jest istotne tylko w przypadku nagromadzenia niezwykle dużej ilości świeżych kłód drzew ściętych przez człowieka, a nie w warunkach naturalnych.

### Ochrona zboczy gór
Martwe drzewa obok żywych zmniejszają niebezpieczeństwo spłukiwania gleby i osuwisk w górach, ułatwiają też na przykład zasiedlanie wylesionych zboczy przez jarzębinę.

### Paliwo naturalnych pożarów lasów borealnych
Martwe drewno obok żywego jest paliwem lokalnych naturalnych pożarów w lasach borealnych wywoływanych przez pioruny. Takie pożary są ważnym czynnikiem dynamiki lasów, umożliwiają odnawianie się niektórych gatunków roślin (np. sosny Banksa) oraz występowanie pirofilnych owadów jak np. ciemnik czarny.

## Gospodarka leśna a martwe drewno
Gospodarka leśna stanowi zagrożenie dla organizmów związanych z martwym drewnem. Bogactwo gatunkowe owadów saproksylicznych zależy od ilości i jakości martwego drewna, czemu nie sprzyja utrzymywanie dobrego stanu sanitarnego (higieny) lasu poprzez eliminację tak zwanych chorych drzew i martwego drewna. Z kolei od bezkręgowców saproksylicznych uzależnione są zwierzęta wyższe, zwłaszcza ptaki, więc prowadzi do zmniejszenia różnorodności biologicznej i w konsekwencji zdolności homeostatycznych całego ekosystemu.
Bardzo ważna jest też czasowa i przestrzenna ciągłość bazy żerowej ze względu na małe zdolności migracyjne bezkręgowców. W przypadku owadów monofagicznych zachodzi również konieczność znalezienia po wylęgnięciu odpowiedniego gatunku drzewa lub krzewu w odpowiednim miejscu i o odpowiednich cechach jak na przykład stopień rozkładu drewna i łyka. To narzuca też wymagania odnośnie do obszaru wystarczająco dużego aby było wysokie prawdopodobieństwo znalezienia takiego drzewa czy krzewu.
Z tych wszystkich powodów Puszcza Białowieska w przeciwieństwie do monokultur charakteryzująca się wysokim stanem naturalności lasów (w tym dużą ilością martwego drewna), znacznym obszarem i ciągłością historyczną jest tak różnorodna gatunkowo.

## Ocena stanu obecnego i zalecenia
- Państwowa Rada Ochrony Przyrody w dokumencie z 2007 roku zatytułowanym „Najważniejsze problemy ochrony przyrody w Polsce” wymienia[51]:

48. Niedostatek martwego drewna w ekosystemach leśnych. Polska odstaje negatywnie od reszty Europy i Ameryki Północnej pod względem ochrony zasobów martwego drewna, uważanych obecnie za kluczowy element ekosystemów leśnych. Praktyka polskiego leśnictwa – mimo deklaracji, że problem jest dostrzegany – zakłada utrzymywanie zasobów na poziomie znacznie mniejszym, niż jest to potrzebne dla ochrony różnorodności biologicznej.

- Również Rada ds. Odpowiedzialnej Gospodarki Leśnej (Forest Stewardship Council) w dokumencie z grudnia 2013 roku „Krajowy Standard Odpowiedzialnej Gospodarki Leśnej FSC w Polsce” wśród standardów których spełnienie jest wymagane do otrzymania certyfikatu FSC wymienia pozostawianie naturalnych elementów ekosystemów leśnych (np. wykrotów, leżaniny, drzew zamierających, martwych stojących drzew, drzew dziuplastych) jeżeli nie koliduje to z zasadą powszechnej ochrony lasu, a w przypadku drzew dziuplastych bezpieczeństwu ludzi, usuwanie ich gdy nie zagraża to gatunkom i siedliskom chronionym, dbanie o zapewnienie w drzewostanach obecności drzew, w których mogą tworzyć się dziuple, pozostawianie 5% (i nie mniej niż 5 arów) powierzchni drzewostanu nienaruszonej do naturalnej śmierci drzew i rozkładu drewna[52][53].
- W ramach systemu Pan European Forest Certification (PEFC) w 2005 roku zalecano, że martwe drzewa stojące, leżanina, drzewa dziuplaste oraz wyjątkowo rzadkie gatunki biocenotyczne powinny być pozostawiane w lesie w ilości i w rozproszeniu niezbędnym do utrzymania wysokiej różnorodności biologicznej[2].
- WWF wzywa europejskie rządy, właścicieli lasów i przemysł leśny do przystąpienia do ochrony bioróżnorodności poprzez zwiększenie ilości wiekowych drzew oraz przywrócenia poziomu martwego drewna do 20–30 m³/ha do 2030 roku[20].
- Według nowej, złagodzonej nieco Instrukcji Ochrony Lasu w celu ochrony różnorodności biologicznej należy pozostawiać w lesie drewno martwych drzew w różnych stadiach rozkładu, uwzględniając uwarunkowania przyrodnicze, ekonomiczne i społeczne. Stojących drzew martwych nie należy pozostawiać wzdłuż dróg i szlaków komunikacyjnych. Ocenę stopnia zagrożenia drzewostanów przez owady kambio- i ksylofagiczne wykonuje się na podstawie danych o pozyskaniu posuszu, wywrotów i złomów oraz wyliczonego wskaźnika nasilenia wydzielania się posuszu czynnego (NPC)[4].